# Somlóvásárhely
Somlóvásárhely is een plaats (község) en gemeente in het Hongaarse comitaat Veszprém. Somlóvásárhely telt 1125 inwoners (2001).